# Couche mince

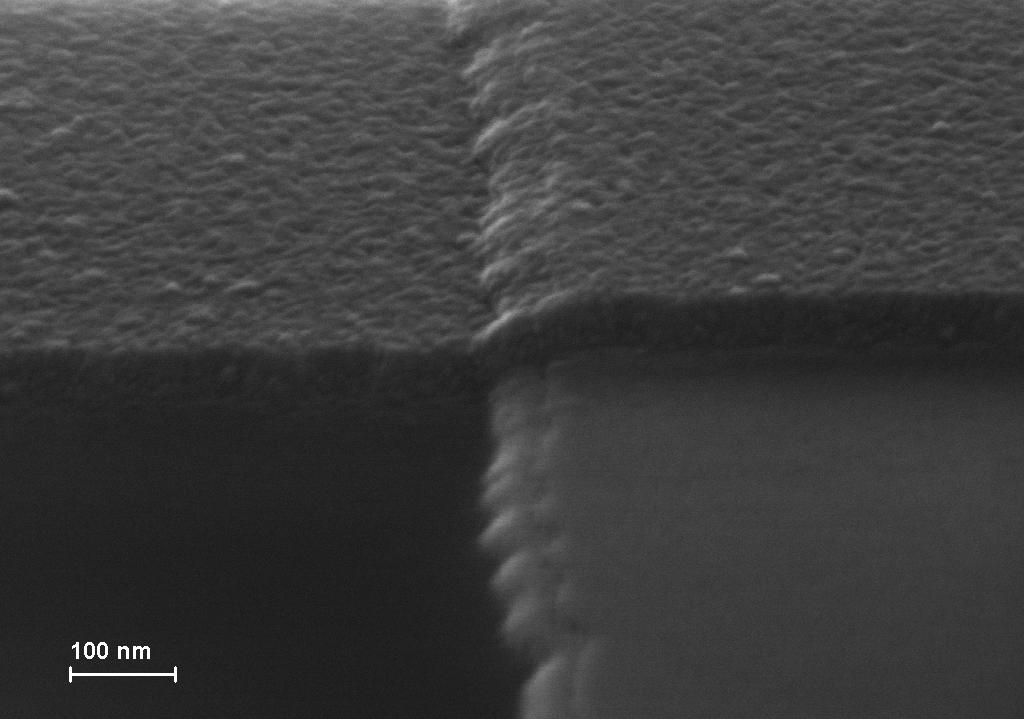
Image au microscope électronique à balayage de deux couches minces métalliques superposées. L'épaisseur de ces couches est d'environ plusieurs dizaines de nanomètres. Elles ont été déposées par évaporation sous vide thermique. La géométrie des couches résultantes a également été définie par lithographie par faisceau d'électrons. Un double bord de la couche sous-jacente est obtenu en utilisant la technique d'évaporation dite "shadow mask evaporation"

Une couche mince (en anglais : thin film) est un revêtement dont l’épaisseur peut varier de quelques couches atomiques à une dizaine de micromètres. Ces revêtements modifient les propriétés du substrat sur lesquels ils sont déposés. Ils sont principalement utilisés :
- dans la fabrication de composants électroniques telles des cellules photovoltaïques en raison de leurs propriétés isolantes ou conductrices ;
- pour la protection d'objets afin d'améliorer les propriétés mécaniques, de résistance à l’usure, à la corrosion ou en servant de barrière thermique. Il s'agit, par exemple, du chromage ;
- pour modifier les propriétés optiques d'objets. En particulier, citons les revêtements décoratifs (exemple de la dorure) ou modifiant le pouvoir réflecteur de surfaces (verres anti-reflets ou miroirs).

Les couches minces étant des nano-objets dans une direction de l'espace, les propriétés physiques et chimiques des couches minces peuvent différer de celles des objets macroscopiques selon toutes leurs dimensions. Par exemple, un matériau isolant lorsqu'il est de dimensions macroscopiques peut devenir conducteur électrique sous forme de couche mince du fait de l'effet tunnel.
Historiquement, les premières couches minces ont été réalisées par voie humide grâce à une réaction chimique menant à la précipitation de précurseurs en solution sur un substrat. On peut citer dans ce cas la formation du miroir d'argent par la réduction d'ions Ag+ (par exemple solution de nitrate d'argent AgNO3) par des sucres.

## Croissance
La fabrication des couches minces se fait par déposition sur un substrat ou sur une couche mince antérieurement déposée. Les méthodes utilisées visent le contrôle de la stœchiométrie, de l'épaisseur et de la structure atomique des couches formées. Ceux-ci se classent en deux sous-catégories générales : chimiques ou physiques.

### Dépôt chimique
Les nombreux procédés appartenant à cette catégorie sont dominés par les réactions chimiques menant à la croissance de la couche mince. 
On retrouve plusieurs variantes de dépositions chimiques :
- chimique en phase vapeur (CVD). Le dépôt chimique en phase vapeur consiste à rendre volatil un composé qui sera ensuite fixé par réaction chimique (condensation) sur le substrat. Pour activer cette réaction, il faut un apport énergétique. C'est pourquoi il existe plusieurs types de CVD où l'apport énergétique se fait de différentes façons :
- la CVD thermique apporte l'énergie nécessaire sous forme calorifique par chauffage, soit par effet Joule (passage d'un courant dans le creuset), chauffage par application d'un champ à haute fréquence ou par radiation thermique ;
- la CVD laser apporte l'énergie nécessaire en irradiant localement le substrat ou la phase vapeur pour provoquer l'excitation des molécules augmentant alors leur réactivité ;
- MOCVD (organométalliques). Cette CVD se fait grâce à des précurseurs organométalliques qui ont dans leur structure des liaisons caractéristiques. Leur instabilité thermique conduit à la décomposition du matériau à déposer. Leur réaction à basse température rend la technique moins coûteuse. Seulement la technique est peu précise car des impuretés sont présentes en surface et la toxicité des précurseurs rend la technique difficile à mettre en place ;
- ALD (dépôt en couche atomique). Dans la plupart des techniques CVD, les précurseurs gazeux sont apportés en continu. Concernant la technique ALD, les gaz sont ajoutés l'un après l'autre. Après chaque injection de gaz, l'enceinte est purgée pour retirer toutes les molécules de gaz n'ayant pas réagi issues de la précédente réaction ;
- la technique ILGAR est une technique peu coûteuse et qui se rapproche de la technique ALD vue précédemment. Cette technique permet le dépôt de couches de chalcogénure et de sulfure à pression atmosphérique. La technique se présente comme l'ALD, des couches successives vont se déposer permettant un bon contrôle de l'épaisseur. Ce principe se résume donc en trois étapes. Une première où une solution précurseur est appliquée sur un substrat. La seconde correspond au séchage dans un gaz inerte pour retirer les molécules de solvant résiduel. Pour finir, a lieu la sulfuration du précurseur solide par le sulfure d'hydrogène gazeux ;
- il existe également la technique de pyrolyse par pulvérisation. Elle se fait en quatre étapes. La première consiste en l'atomisation de la solution précurseur. La seconde correspond au transport par aérosol de gouttelettes jusqu'au substrat. Ensuite l'évaporation du solvant, puis l'étalement du sel précurseur sur le substrat. Enfin le séchage et la décomposition du sel précurseur pour amorcer la croissance de la couche mince par pyrolyse ;
- chimique en phase vapeur assisté par plasma (PECVD) ;
- méthode de Langmuir-Blodgett ;
- par le procédé sol-gel qui est peu emprunté en raison de son faible rendement ;
- l'enduction centrifuge (en anglais spin-coating) reprend le principe de l'enduction par trempage. La différence se situe dans l'immersion de la pièce. En effet ici le dépôt est plus contrôlé, puisque le liquide est déposé sur la pièce puis la centrifugeuse entre en action. Le liquide va alors se répartir sur l'ensemble de la surface. La couche peut alors atteindre des épaisseurs beaucoup plus fines ;
- l'enduction par trempage où la pièce est immergée dans une cuve. L'épaisseur du dépôt est alors fonction du temps passé en immersion, de la viscosité du liquide, de la densité du fluide mais aussi de la tension de surface ;
- électrodépôt (en anglais electrodeposition). L'électrodéposition se fait uniquement sur des pièces métalliques. Une anode (par exemple du cuivre) est placée dans une solution dite électrolytique (doit permettre le transfert des électrons). Cette solution contient également les ions à fixer sur la pièce métallique. Un courant électrique est alors appliqué à l'anode de cuivre et la cathode (pièce où le dépôt doit se faire). Lors de l'application d'un courant l'oxydant va perdre un électron (oxydation) et le réducteur va gagner un électron (réduction) ;
- l'épitaxie consiste à faire croître le réseau cristallin de manière orientée. Il existe trois grands types d'épitaxie :
  - l'épitaxie par phase vapeur fait réagir deux espèces gazeuses en chauffant les creusets par effet Joule. Le contrôle de l'épaisseur se fait ainsi en faisant varier le courant dans ces creusets. Cette technique est très utilisée dans l'industrie en raison de sa température très faible pour Si dans le cas d'un dépôt de GaAs,
  - l'épitaxie par jet moléculaire se fait quant à elle en ultra-vide à basse température, environ 850 K pour GaAs. Ces couches sont ici très fines, de l'ordre de dix à cinquante angströms. Ce procédé très précis est également très coûteux et ne possède pas une cinétique de dépôt très élevé.
  - l'épitaxie en phase liquide se fait en plongeant un substrat dans un liquide. Ce liquide va alors réagir en surface du substrat pour ainsi former un couche de faible épaisseur. Cette technique bien que rapide et peu coûteuse est très approximative et ne permet pas un bon contrôle de l'épaisseur.

### Dépôts physiques
- L'évaporation sous vide se fait de la même manière que l'eau chauffée dans une casserole se condense sur le couvercle. En effet le dépôt sous forme liquide est chauffé jusqu'à la température d'évaporation. La matière à déposer entre alors en phase vapeur et remonte dans l'autoclave vers la plaque où le dépôt doit être fait. La vapeur va alors se condenser sur le matériau, pour former une couche mince. Cette technique implique que le dépôt doit être fait sur une pièce de forme simple, afin d'obtenir une couche d'épaisseur homogène sur la surface. L'évaporation doit se faire sous vide afin d'éviter toute collision entre la vapeur et toute molécule présente dans l'air, dans le cas contraire ceci entraînerait une épaisseur hétérogène. Le dépôt nécessite également la mise sous vide pour éviter toute réaction avec le milieu. La présence d'oxygène dans l'autoclave conduirait, dans le cas d'un dépôt d'aluminium, à la formation d'oxyde d'aluminium, ce qui empêcherait la formation de la couche mince.
- La pulvérisation cathodique se fait dans une enceinte fermée. Une cathode (cible) et une anode sont soumises à des différences de potentiels élevées. La mise sous vide de cette enceinte va permettre la création d'un plasma froid, composé de particules chargées négativement et positivement. Du gaz, généralement l'argon (A+/A-) y est injecté en continu alors qu'une pompe fait le vide en continu dans l'enceinte. Le plasma étant soumis à une forte activité électrique va voir ses particules chargées négativement attirées par la cible et se déposer en surface de celle-ci. Un champ magnétique est également appliqué dans l'enceinte. Lorsque l'argon va émettre un électron, celui-ci va être retiré du "flux" des atomes arrachés de la première plaque pour aller jusqu'à la cible. Le champ magnétique évite donc les collisions entre ces électrons et les atomes qui formeront le dépôt, le champ magnétique augmente ainsi le rendement de dépôt.

Il existe différents types de pulvérisation cathodique :
- la pulvérisation cathodique magnétron a l'avantage d'être contrôlée directement par un calculateur. En effet un quartz permet la mesure en temps réel du dépôt en faisant varier l'intensité du courant passant dans le creuset contenant le matériau. Cette intensité va par effet Joule chauffer le matériau et l'évaporer (température allant jusqu'à 1 000 °C. Cependant le calculateur nécessite la connaissance de certains paramètres, comme l'impédance acoustique du matériau et sa densité ;
- la pulvérisation cathodique triode : en ajoutant un filament chaud jouant le rôle d’une cathode, on émet des électrons en impliquant une faible tension négative, évitant alors l'ajout d'un gaz en continu. Cette technique permet l'augmentation de la vitesse de dépôt ;
- la pulvérisation par cathode creuse.

## Caractérisation de la couche mince

### Épaisseur
L'épaisseur d'une couche mince est un paramètre essentiel déterminant ses propriétés. 
Dans le cas de couches minces transparentes à la lumière visible, on peut utiliser des méthodes interférométriques (franges d'interférence entre les rayons réfléchis sur la surface de la couche et ceux réfléchis à l'interface couche mince-substrat).
Lorsque cela s'y prête, on peut utiliser les rayons X :
- par diffractométrie de rayons X :
  - méthode dite de « réflectométrie », similaire aux interférences des ondes lumineuses ; on voit des oscillations du signal lorsque l'on déplace le détecteur,
  - méthode par incidence rasante : on fait balayer le détecteur autour d'un pic caractéristique du substrat (si celui-ci est cristallisé), pour une incidence des rayons X donnée ; on augmente l'incidence, et lorsque l'on voit apparaître le pic, la loi de Beer-Lambert permet d'estimer l'épaisseur de la couche ;
- par spectrométrie de fluorescence X : soit on mesure l'absorption d'une raie émise par le substrat, soit on mesure l'intensité d'une raie émise par la couche mince ; cette méthode peut aussi permettre de déterminer la composition chimique de la couche.

### Texture
Pour avoir des informations sur la texture de la couche mince en surface, comme la présence d'agglomérats, il est possible d'utiliser :
- la microscopie électronique à balayage ;
- la microscopie à effet tunnel.

## Dans le domainephotovoltaïque
Voir.
La couche (isolante et/ou conductrice) peut varier de quelques atomes d'épaisseur à une dizaine de micromètres. 

Elle modifie les propriétés du substrat sur lequel elle est déposée. Les couches minces offrent des rendements plus faibles que les cellules à base de silicium cristallin, elles sont plus difficiles à produire, mais diminuent fortement les coûts de fabrication (moindre consommation de métaux et d'énergie).
En 2010, les couches minces dominant le marché étaient :
- le silicium (mono ou multi-cristallin et amorphe) ;
- le tellurure de cadmium (CdTe) ;
- le séléniure de cuivre-indium (CIS).

En France, ce sont l'INES, Solsia, Alliance Concept et quelques autres entreprises qui semblent porter les actions de recherche et développement sur ces thèmes.